# Denis Obua
Denis Obua (13 juin 1947 – 4 mai 2010) était un footballeur, entraîneur de football et dirigeant de nationalité ougandaise. Il évoluait au poste d'attaquant.

## Biographie
Il est international ougandais de 1968 à 1977, participant à trois Coupes d'Afrique des Nations (1968, 1974 et 1976). Il inscrit un but en 1968 contre la Côte d'Ivoire et un en 1976 contre l'Égypte, mais à chaque fois, la sélection est éliminée au premier tour. Il rate la CAN 1978, étant évincé juste avant le tournoi.
Il entame ensuite une carrière d'entraîneur avec le club de Police FC, puis s'occupe des jeunes de la sélection ougandaise et réussit même à être finaliste avec l'équipe B de l'Ouganda à la Coupe CECAFA 1995. En 1998, on lui propose la sélection de l'Ouganda, mais il refuse, préférant le poste de président de la Fédération d'Ouganda de football, qu'il occupe jusqu'en 2005. De 2003 à 2007, il est président de la CECAFA.
Il a 18 enfants dont David Obua, ancien joueur du club écossais Hearts of Midlothian.